# TVQ九州放送

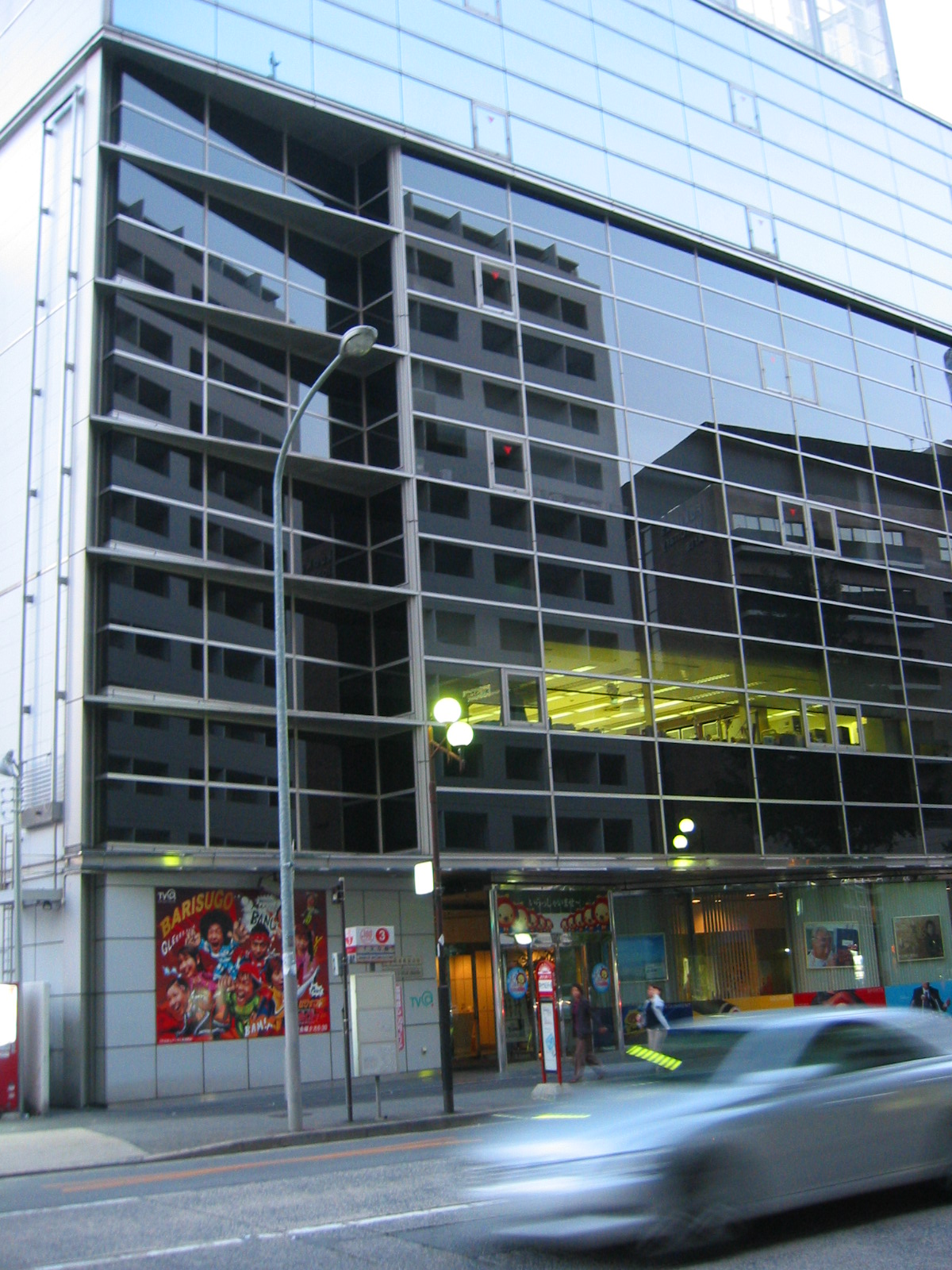
福岡本社エントランス。写真左下の広告は自社制作番組『ばりすご☆ボイガー7』のもの

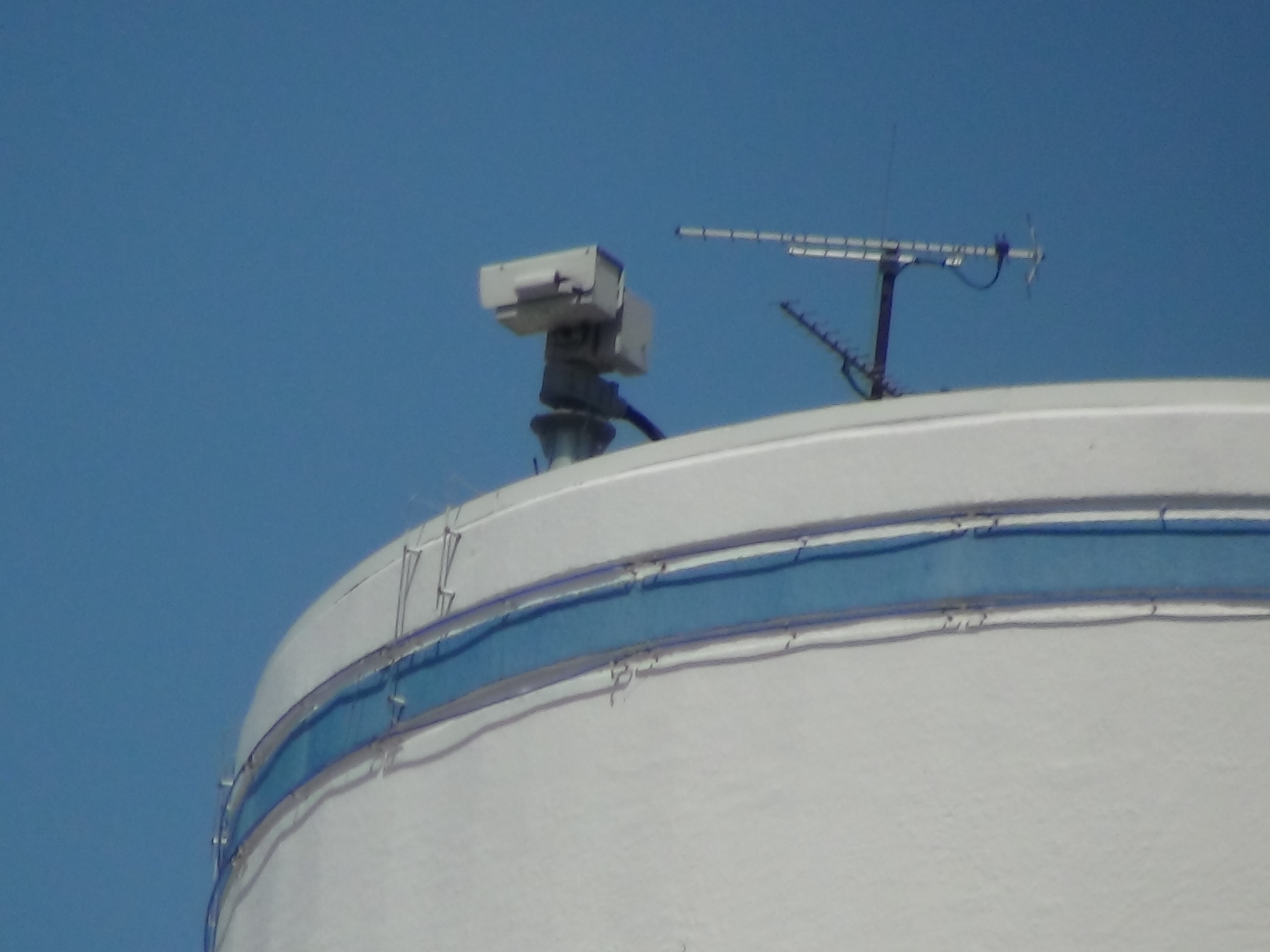
福岡サンパレスホテルのお天気カメラ

株式会社TVQ九州放送（ティーヴィーキューきゅうしゅうほうそう、英: TVQ KYUSHU BROADCASTING CO., LTD.）は、福岡県を放送対象地域とするテレビジョン放送の特定地上基幹放送事業者である。略称はTVQ（TV Q-shu）で、『テレQ』（テレキュー）の愛称で知られている。
TXNネットワーク加盟・テレビ東京系列。コールサインはJOTY-DTV（福岡 26ch）、リモコンキーIDはキー局のテレビ東京と同じ「7」。

## 概要
在福民放テレビ局では5局目、TXNネットワーク（テレビ東京系）加盟局では6局目で、いずれも最後発のテレビ局である。キー局のテレビ東京 (TX) にとっては、TVQの開局によって、東京12チャンネル時代から長年の悲願であった日本縦貫ネットワークが完成した。
テレビ東京系列局の局名は、テレビ北海道 (TVh) ・テレビ愛知 (TVA) ・テレビ大阪 (TVO) ・テレビせとうち (TSC) に見られるように、「テレビと地域名を合わせる」のが慣例で、本局も慣例であれば「テレビ九州」または「テレビ福岡」となるが、既にテレビ九州という社名を佐賀県のケーブルテレビ局が使っていたため、株式会社ティー・エックス・エヌ九州（TXN九州）として開局した。但し、開局当初からクレジットや番組内では「TXN九州」の名義は使われず、愛称及びクレジットは「TVQ（テレキュー）」が用いられた。
Gガイド局名は、2019年（平成31年）4月の「テレQ」公式使用開始以降も、「TVQ九州放送」表記を継続している（2022年（令和4年）10月時点）。なお、福岡本社前にある西鉄バスやJR九州バス（直方線）における停留所の名称は、当初は『TVQ前』（読みは「テレキューまえ」）であったが、「テレQ」に変更した翌年の西鉄バス福岡地区2020年（令和2年）3月25日ダイヤ改正から、『TVQ前』から『テレQ前』（引き続き「テレキューまえ」のまま）に変更されたが、JR九州バス側の停留所名は今尚『TVQ前』の名称を維持している。
なおTVQ側は、「TVQテレビ九州」（商標登録第3083973号）および慣例に合わせた「TVQテレビ福岡」（商標登録第3083972号）という名称を日本において商標登録している。開局10周年を迎える3か月前の2001年（平成13年）1月1日、略称・愛称を冠した社名「株式会社ティー・ヴィー・キュー九州放送」に商号変更し、開局20周年を迎える半年前の2010年（平成22年）10月1日には「株式会社TVQ九州放送」に再び商号変更した。TXNネットワーク加盟局の中では、唯一「テレビ○○」ではない局であり、同じく唯一「○○放送」を名乗る局でもある。2011年（平成23年）4月1日、開局20周年を迎えた。
マスコットキャラクターは、2001年（平成13年）1月から2005年（平成17年）3月までは宇宙人の「ミチャリー」とロボットの「キーテン」（2001年（平成13年）の開局10周年を記念して登場）を使用していたが、同年4月から顔がテレビの形をした犬「モニ太」に変更された。キャッチコピーは2度目の社名変更とともに開局20周年のキャンペーンとして「直Q勝負!」に改められ、2015年（平成27年）10月から2019年（平成31年）3月までは開局25周年を記念して「少し違うがクセになる」と改められていた。
2019年（平成31年）4月からは「テレQ」への変更と共に登場した「7ちゃんは、いろいろ見てみる やってみる。」を使用し、2021年（令和3年）4月現在は開局30周年記念の「サンキュー!テレQ30th」を使用している。開局時には「ハートにキュー!テレQ」と呼ばれていた。
なお、略称に「Q」を用いるのは、当局と沖縄県の琉球朝日放送（QAB、テレビ朝日系列）のみである。

## 製作（協力）表記について
テレビ東京との共同製作では「TVQ」表記であるが、自社製作番組の場合は全国ネット番組か否かを問わず「TVQ九州放送」となっていた。
報道番組での系列局テロップは開局以来一貫して「TVQ」となっている。
ちなみに現社名に変更する前の製作著作表記は単に「TVQ」であったが、2019年（平成31年）4月からは「テレQ」に変更された。

### 本社が2か所ある理由
TVQは県庁所在地である福岡市博多区に本社を置く唯一の放送局であるが、TVQの開局にあたっては、1974年（昭和49年）にテレビ西日本（TNC）が福岡市に移転して以来民放局の本社がない北九州市が本社設置を働き掛け、福岡市と官民挙げての争奪戦となった（「4対1か、5対0か」という新聞広告まで掲載されたほどである。また、NHK福岡放送局のローカルニュースでも当時報道されている）。最終的には親会社である日本経済新聞西部支社が福岡市にある事から本拠を同市博多区住吉の旧日本経済新聞西部支社跡地（日経が九州に進出して最初に拠点を構えた場所）に置く事になったものの、北九州市にもスタジオを備えた北九州本社を設ける事で決着した事で、本社が2か所存在する。とはいえ、北九州本社のスタジオが番組で使用される事は少なく、事実上の支社として扱われているのが実情である。その後、この北九州本社開設から2年後の1993年（平成5年）に同じく民放局であるエフエム九州（現・CROSS FM）の本社が北九州市内に置かれた（ただし、親局は福岡）。

### 事業所
福岡本社
〒812-8570 福岡市博多区住吉2-3-1 日経西部電波会館内
北九州本社
〒803-0817 北九州市小倉北区田町2-29 日経北九州電波会館内
東京支社
〒105-0004 東京都港区新橋2-5-5 新橋2丁目MTビル9階
大阪支社
〒530-0004 大阪市北区堂島浜1-4-16 アクア堂島西館13階
出典

## 資本構成
企業・団体の名称、個人の肩書は当時のもの。出典：
上位株主5社だけで出資比率は過半数に達しており、特に日経グループの4社分を合わせた比率は4割を超えている。一時、読売新聞社が新聞社としては西日本新聞社に次いで高い割合を示していた（『日本民間放送年鑑』日本民間放送連盟編、コーケン出版、各年次版参照）。

### 2021年3月31日
| 資本金 | 発行済株式総数 | 株主数 |
| ------ | -------------- | ------ |
| 20億円 | 40,000株       | 46     |

| 株主                             | 株式数  | 比率   |
| -------------------------------- | ------- | ------ |
| 日本経済新聞社                   | 7,960株 | 19.90% |
| 西日本新聞社                     | 5,800株 | 14.50% |
| テレビ東京ホールディングス       | 4,600株 | 11.50% |
| テレビ大阪                       | 2,540株 | 06.35% |
| テレビ愛知                       | 2,470株 | 06.17% |
| フジ・メディア・ホールディングス | 1,960株 | 04.90% |
| 西日本シティ銀行                 | 1,700株 | 04.25% |
| 九州電力                         | 1,300株 | 03.90% |
| 読売新聞東京本社                 | 1,280株 | 03.20% |
| 朝日新聞社                       | 1,200株 | 03.00% |
| ホークスタウン                   | 1,200株 | 03.00% |

## 沿革
- 1986年（昭和61年）

旧ロゴ（1991年 - 2019年）

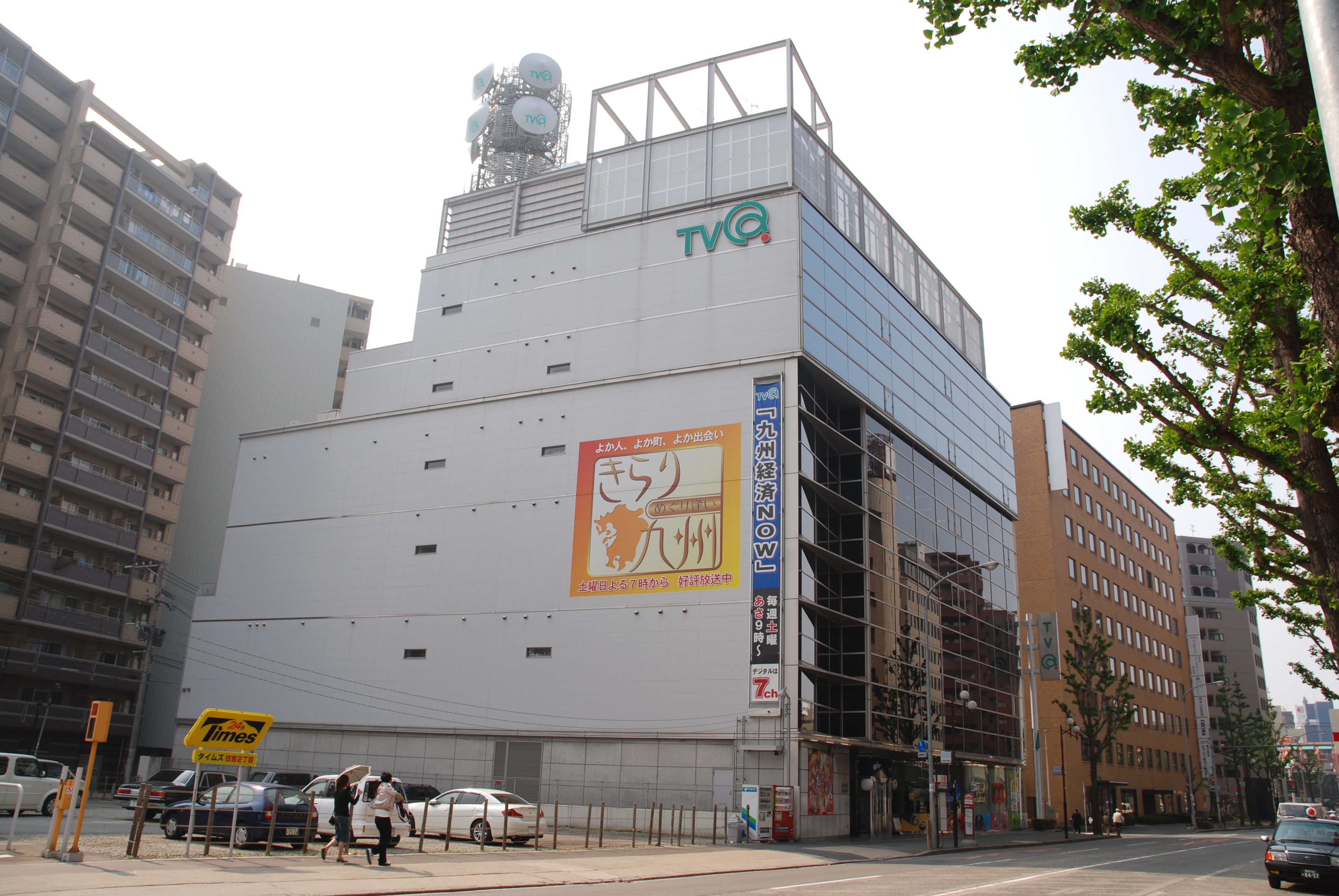
ロゴ変更前の福岡本社

  - 全国民放4局化政策との兼ね合いから、南北の中枢都市の福岡と北海道の民放5局化が決定されることになる。
  - テレビ東京と日本経済新聞社が福岡にテレビ東京系列局の開局構想を打ち出していた。
    - 1989年（平成元年）発行のテレビ東京25年史によると当時においては「九州新局」として仮表記されており、正式な名前ではない。
- 1990年（平成2年）
  - 6月18日 - テレビ予備免許が交付される。チャンネル割り当てだけが、10～20番台（14,19,23）と言う若いチャンネルを取得する。
  - 9月1日 - 株式会社ティー・エックス・エヌ九州（TVQ）を設立する。日本初の"テレビ"も"放送"も入らない社名になる。その後、本社・演奏所の着工式に着手した。
    - 本社完成までは博多区博多駅前のヒロカネビル別館に開局準備室を置いた（北九州本社は1992年（平成4年）の社屋完成まで小倉北区米町の小倉朝日三井ビルに置いていた）。

  - 12月頃 - 福岡本社が落成。この時点で試験電波の発射準備が整った。
- 1991年（平成3年）
  - 1月16日 - 福岡親局・久留米中継局の試験放送を開始（※北九州中継局は、同年2月1日に試験放送開始）。[要出典]
  - 3月25日 - 午後5時15分よりサービス放送開始。オープニングから入り、CMを挟んで番組は『TVQニュース』から始まった。ニュースの冒頭川上政行アナと松尾里美アナから視聴者へ向け、サービス放送開始の挨拶が行われた。なお、サービス放送は28日までは時間を短縮しての放送、29日から31日はほぼ開局と同様の放送体制であった（ただし、トップニュースは、修伐式のみ。初代社長たった1人だけで主調整室にある調整卓の始動スイッチを入れる瞬間をカメラに収めたVTRが存在した）。[要出典]
  - 4月1日 - 午前5時52分より[要出典]本放送を開始する[注釈 6]。
    - 第一声は「JOTY-TVこちらはTXN九州です。ただいまから、福岡局UHF19チャンネルで放送を開始いたします。」で、その後オープニングが放送され、5時54分からの『（吉田社長の）開局のあいさつ』が放送された。最初のネット番組は6時からの『ビジネスマンNEWS』である。また、10時から開局記念番組『はじめましてTVQです』を放送した（ゲストは西村知美）。16時からは『レディス4』の全編を福岡[注釈 7]から生中継で放送した。17時半からの『TXNニュース THIS EVENING』では、TVQの紹介と、東京と福岡を結んで福岡のニュースやキャスター同士の挨拶が行われた。社屋の全景と火入れ式典の映像並びに祝賀の電報も残っていた。[要出典]
    - 開局当時のキャッチフレーズは「熱中賛成」であった。[要出典]
    - なお開局当時の送信所・中継局は基幹3局（福岡・北九州・久留米）のみ。[要出典]

  - 12月20日 - 開局後初開局となる中継局である宗像中継局が開局。[要出典]
- 1992年（平成4年）
  - 4月3日 - テレビ東京との共同制作アニメ『サラダ十勇士トマトマン』を放送開始（翌年3月27日まで放送）。
  - 9月1日 - 大牟田中継局が開局。[要出典]
- 1993年（平成5年）1月頃 - 行橋中継局が開局（行橋中継局が開局したのを皮切りに、主要6送信所〈中継局〉が出揃う）。[要出典]
- 1997年（平成9年）12月16日 - テレビアニメ『ポケットモンスター』（ポケモン）における演出が原因となったいわゆる“ポケモンショック”により、福岡県や佐賀県など当局の視聴者の一部も体調不良を訴える。
- 2001年（平成13年）1月1日 - 社名を株式会社ティー・ヴィー・キュー九州放送に変更され、略称であるTVQを社名に採り入れた（開局当初から使用しているTVQの略称ロゴは変更なし）。それと同時に、初代マスコットキャラクターとして「ミチャリー」と「キーテン」がデビューすることになる。
- 2003年（平成15年）- 『プロ野球日本シリーズ・福岡ダイエーVS阪神』の最終第7戦の放映権をテレビ東京系列が獲得し、当局も制作に関与した[注釈 8]。

※ 詳しくは、テレビ東京#プロ野球中継およびプロ野球中継#2000年代 -を参照。
- 2005年（平成17年）
  - JRA小倉競馬場における冬開催レースの自社制作による中継放送を取り止める。
  - 4月 - 2代目マスコットキャラクターとして「モニ太」がデビューすることになる。
- 2006年（平成18年）
  - 7月1日 - 地上デジタル放送を開始する。
- 2009年（平成21年）1月12日 - 地上アナログ放送でアナログマークの表示を開始する。
- 2010年（平成22年）
  - 7月5日 - TXN全国ネットの最新番組に続き全ての番組が、4:3レターボックス状態となった。　
  - 10月1日 - 登記上の社名を株式会社TVQ九州放送に変更する。
- 2011年（平成23年）
  - 4月1日 - 開局20周年を迎える。
  - 7月24日 - 地上アナログ放送終了。
- 2019年（平成31年／令和元年）
  - 4月1日 - 愛称およびロゴを「TVQ」から「テレQ」に変更される[12]。それと同時に各紙のラテ欄およびテレビ情報誌の表記を「TVQ」から「テレQ」に変更される。
- 2020年（令和2年）
  - 10月1日 - 企業への出資及び新規事業の推進業務を行うグループ会社「株式会社TVQ九州放送ネクスト」を設立する。
- 2021年（令和3年）
  - 4月1日 - 開局30周年。

## 社史・記念誌
TVQ九州放送では、以下の3冊を発行している（2011年8月現在）。
- TVQ10年の歩み（TVQ『10年の歩み』編集委員会・編集） 2001年4月1日発行、27ページ。
- TVQ15年史（TVQ社史編纂委員会・編集） 2006年4月発行、87ページ。
- TVQ九州放送20年史（TVQ社史編纂委員会・編） 2011年5月発行、122ページ。

## 主なチャンネル

### デジタル
リモコンキーIDは「7」。TXN系列ではテレビ愛知（「10」）を除く各局共通。
- 福岡局[13] - 26ch 3kW JOTY-DTV（福岡タワー）
- 北九州局 - 27ch 1kW（皿倉山）
- 久留米局 - 26ch 30W（九千部山）
- 行橋局 - 27ch 10W（大坂山・垂直偏波）
- 大牟田局 - 26ch 10W（甘木山）
- 宗像局 - 26ch 21W（許斐山）
- 太宰府局（高雄山・垂直偏波） - 35ch 1W

### アナログ
2011年（平成23年）7月24日停波時点のもの。
アナログ時代は、チャンネルポジションを福岡県では使用されていない5chあるいは11chに設定する世帯や宿泊施設が多かった。
- 福岡局 - 19ch 30kW JOTY-TV（鴻巣山）
- 北九州局 - 23ch 10kW （皿倉山）
- 久留米局 - 14ch 300W（九千部山）
- 行橋局 - 19ch 100W（大坂山・垂直偏波）
- 大牟田局 - 19ch 300W（甘木山）
- 宗像局 - 27ch→61ch 30W（許斐山）
- 太宰府局 - 45ch 10W（高雄山・垂直偏波）

## 放送エリア

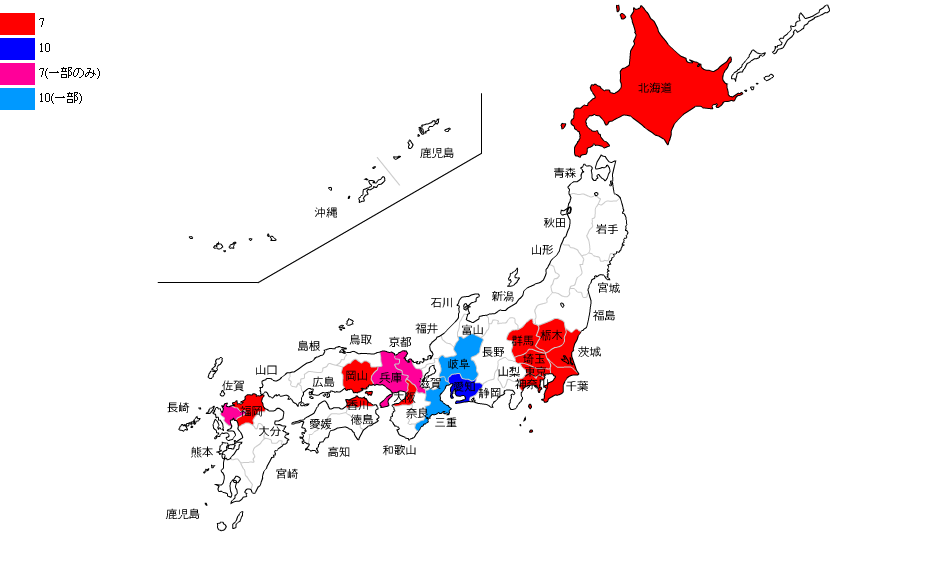
TXN系列局のリモコンキーID地図

TVQを受信できる視聴世帯数は、約3,226,000世帯となっており、TXNネットワークでは、テレビ東京（TX）・テレビ大阪（TVO）・テレビ愛知（TVA）に次ぎ4番目の規模である。福岡県の世帯数2,224,413世帯を超えており、福岡県や（実質的なカバーエリアとなる）佐賀県以外の地域（特に熊本県北部（荒尾市周辺）や大分県北部（中津市から豊後高田市あたり）・西部（旧日田市域周辺）および山口県北西部（下関市から光市あたり）等でも視聴できるため、放送エリアはいたって広域である（テレビ東京メディアデータのTXN世帯数より）。
アナログ放送に関しては先発のRKB毎日放送・九州朝日放送（KBC）・テレビ西日本（TNC）・福岡放送（FBS）に比べると、開局時に福岡・北九州・久留米の3中継局（送信所）しかなかった事もあり、難視聴地域が目立ったが、デジタル化により中継局整備が進んで、アナログ放送全廃時にほぼ県内カバー率100%を達成している。

## ケーブルテレビ再放送局
以下のケーブルテレビでも区域外再放送されている。
- 山口県では広島県（広島都市圏）に近い東部地域（岩国市・柳井市など）を除いて実施。
- 佐賀県内では全局で実施。これは同県が“特例地域”[注釈 11]として位置付けされているため、TVQ側が地上デジタル放送に於いての区域外再放送に同意した（福岡県の民放局では最初に地上デジタル放送の区域外再放送に同意した局である）。
- 長崎県では五島市などの一部地域を除いて実施。
- 大分県では一部で大臣裁定に至るほどの状態になったが、現在では殆どの局で実施。
- 太字はデジタル波再送信局

### 山口県
- Kビジョン：デジタル放送は2011年（平成23年）7月24日午前9時より下松・光・周南エリアで再送信開始。平生町・上関町エリアには不同意。
- ケーブルネット下関（J-COM Broadband 下関）：デジタル放送は2011年（平成23年）4月14日午前2時から放送開始。
- シティーケーブル周南：デジタル放送は2011年（平成23年）7月24日午前1時から放送開始。
- 萩ケーブルネットワーク（HCN）：トランスモジュレーション方式のみの再送信。
- ほっちゃテレビ：デジタル放送は2011年（平成23年）7月24日正午より再送信開始。
- 山口ケーブルビジョン（C-able）：デジタル放送は2011年（平成23年）7月24日より再送信開始。
- メディアリンク
- 萩市総合情報施設：川上・福栄エリアには不同意。

### 佐賀県
- 佐賀デジタルネットワーク - デジタル放送の配信元。以下の各局はここに出資・回線を接続して再送信している。実際には準備が整った放送局から順次開始している。
- 佐賀シティビジョン（ぶんぶんテレビ）
- CRCCメディア（くーみんブロードバンド）
- 伊万里ケーブルテレビジョン
- 西海テレビ
- ケーブルワン（CableOne）
- 唐津ケーブルテレビジョン（ぴ〜ぷる）
- テレビ九州
- 有田ケーブル・ネットワーク
- 多久ケーブルメディア
- 藤津ケーブルテレビジョン
- ネットフォー
- ネット鹿島
- ふじ有線テレビ
- 唐津市有線テレビジョン

### 長崎県
- ケーブルテレビジョン島原 （カボチャテレビ）※パススルーでデジタル再送信
- テレビ佐世保（TVS）※トランスモジュレーション方式でデジタル再送信
- オクト・パルス ※トランスモジュレーション方式でデジタル再送信
- 波佐見ケーブルテレビ（波佐見テレビ）※パススルーでデジタル再送信
- 東彼ケーブルテレビ（川棚テレビ）※2011年（平成23年）7月8日パススルーでデジタル波再送信開始
- 壱岐市ケーブルテレビ （2011年（平成23年）4月1日開局）※2011年（平成23年）4月1日デジタル波再送信開始
- 西九州電設（ひまわりテレビ） ※パススルーでデジタル再送信
- 長崎ケーブルメディア（NCM）※トランスモジュレーション方式でデジタル再送信
- 諫早ケーブルテレビジョン放送（3SUNてれび） ※パススルーでデジタル再送信
- 対馬市CATV

### 大分県
- 大分ケーブルテレコム（J:COM　大分）※パススルーでデジタル波再送信中
- 大分ケーブルネットワーク（OCN）※パススルーでデジタル波再送信中
- CTBメディア（CTB）※トランスモジュレーション方式でデジタル波再送信中（光エリアでは、パススルー方式で デジタル波再送信中）
- KCVコミュニケーションズ（日田）※パススルー方式でデジタル波再送信中
- ケーブルテレビ佐伯（CTS）※パススルー方式でデジタル波再送信中
  - 弥生ケーブルテレビ（CTS）
  - 直川ケーブルテレビ（CTS）
  - 本匠ケーブルテレビ（CTS）
  - ケーブルテレビかまえ（CTS）
  - ケーブルテレビつるみ（CTS）
- 北大ケーブル情報センター（中津）
- 豊後高田市ケーブルネットワーク施設 ※パススルー方式でデジタル波再送信中
- 姫島村ケーブルテレビ（ケーブルテレビ姫島）
- 国東市ケーブルテレビセンター ※パススルー方式でデジタル波再送信中
- 杵築市ケーブルネットワーク（KDT杵築ど〜んとテレビ）※トランスモジュレーション方式でデジタル波再送信中
- 臼杵市ケーブルネットワーク（U-net）※パススルー方式でデジタル波再送信中
- 東大分システム※パススルー方式でデジタル波再送信中
- 佐賀関テレビ共聴
- 玖珠テレビ組合
- 大山有線テレビ（OYT）
- 豊後大野市ケーブルテレビ ※パススルー方式でデジタル波再送信中
- ここのえケーブルテレビ ※パススルー方式でデジタル波再送信中

（その他、開局予定あり）

### その他の九州・沖縄各県
熊本県、宮崎県、鹿児島県および沖縄県では再送信が行われていない。
- 熊本県 - 福岡県からさほど離れてはいないが、地元県域局（熊本放送（RKK）・テレビ熊本（TKU）など）の同意が得られないため。
- 宮崎県・鹿児島県・沖縄県 - 福岡県から離れており、物理的な問題が大きいため[注釈 12]。

## スタジオ
- 第1スタジオ（1階・85坪） - 『ファンスポ』、『福岡お役立ち情報バラエティたくなる』などで使用。
- ニューススタジオ（20坪） - 『テレQニュースPLUS』などのニュース番組で使用。

## 番組編成
日本の地上波テレビ局に於いて韓国ドラマを初めて放送した局である。1996年10月の開局5周年記念企画としてMBC文化放送が制作した連続ドラマ『ザ・パイロット』を放送したのが最初である。

### テレビアニメについて
1992年4月から翌年3月にかけて放送された『サラダ十勇士トマトマン』の製作に携わっている。TVQにとっては初めて、そして2019年10月改変期時点で唯一製作を手掛けたアニメではあるが、該当作はテレビ東京との共同製作であり、TVQ単独製作アニメは2023年10月改編期時点に至るまで1つも存在していない（テレビ東京系列局では唯一の事例）。
また、福岡県における独立局アニメの受け皿的役割を担う放送局の1つでもある。だが、2019年4月の改編以降大幅に縮小され、現在は断続的に放送される程度となっている。

## 現在放送中の番組

### 自社制作番組
報道
- テレQニュースPLUS（EPG上ではテレQニュース+（プラス））（月曜 - 金曜 16:30 - 16:54） - TVQで月曜 - 金曜唯一のローカルニュース。祝日は休止。
- テレQニュース（土曜・日曜 17:25 - 17:30、祝日 16:50 - 16:54） - TVQで土曜・日曜・祝日唯一のローカルニュース。

情報・ワイドショー
- なにみる?（月曜・火曜・水曜 9:57 - 10:00 / 火曜 1:55 - 2:00（月曜深夜）、21:54 - 22:00 / 木曜 1:40 - 1:45（水曜深夜） / 土曜 21:54 - 22:00 / 日曜 1:25 - 1:30（土曜深夜）） - 番宣スポット
- 部屋と、リリーと（火曜 21:54 - 22:00、BSテレ東でも火曜22:55 - 23:00に前シーズンを放送。）
- 夢・クルーズ（木曜 21:54 - 22:00）[注釈 15][15]
- みみよりサタデイ!（土曜 11:30 - 12:30・2023年3月25日まで土曜 11:00 - 11:30）
- たくなる（土曜 18:55 - 20:00）
- チェッキュウ!!（土曜 21:54 - 22:00）- 番宣スポット。チェックの「ク」と「Q」を語呂合わせしたものである。
- 今村敦子の美容見聞録（日曜 12:55 - 13:00）
- ブルーリバーの望むところだ!（日曜 13:30 - 14:24）- 歌謡ポップスチャンネルの『インターローカルアワー』でも毎週土曜に放送[16]。
- 週刊よかタイムス（月曜 22:58 - 23:06 / 日曜 22:48 - 22:54）
- 園芸させてもらえませんか?（毎月第1・第3日曜 12:25 - 12:30）
- ちょっと北九 みつけて来ました!（土曜 20:54 - 21:00・北九州市政番組）

バラエティ
- はてなのてん（土曜 18:30 - 18:55）
- ちょっと福岡行ってきました!（土曜 20:00 - 20:54）
- ばりすき!（日曜 0:55 - 1:25（土曜深夜））

ドラマ
- 朝のドラマシリーズ（月曜 - 金曜 8:00 - 9:57） - ドラマの再放送、最近は韓国ドラマのみ。
- ドラマひるズ（月曜 - 金曜 12:00 - 13:00） - 中国ドラマのの再放送。以前は韓国ドラマの再放送。
- 午後のロードショー（月曜 - 金曜 13:00 - 15:00） - 女と愛とミステリー・水曜ミステリー9の再放送。
- ドラマブレイク（月曜 - 金曜 15:30 - 16:30） - 韓国ドラマの再放送。
- ドラマチック天国（月曜 - 金曜 17:30 - 18:25） - 中国ドラマの再放送。

教養・ドキュメンタリー
- 未来の主役 地球の子どもたち（金曜 19:55 - 20:00） - 2018年3月まではテレビ東京などで放送。2019年10月からBSテレ東で放送。
- ぐっ! ジョブ〜九州ゲンキ主義経済〜（土曜 14:30 - 15:00、再放送：日曜 6:30 - 7:00） - 歌謡ポップスチャンネルの『インターローカルアワー』でも毎週火曜（月曜深夜）に放送中[17]。
- TVQ放送番組審議会から（月1回金曜 5:12 - 5:15） - 自己批評番組。

スポーツ
- テレQスーパースタジアム（火曜 18:25 - 20:54 / 土曜 18:30 - 21:00） - 福岡ソフトバンクホークス戦を中継。BSテレ東でも不定期放送。日本シリーズの全国ネット中継はテレビ東京主導制作（技術面・リアルタイム字幕放送・番組送出も全て担当し、TVQ九州放送は制作協力扱いとなる）で放送する。
- ホークス+（月曜 21:54 - 22:00）

### テレビ東京系列局制作番組の遅れネット番組
- ゴッドタン（月曜 0:35 - 1:05（日曜深夜））
- きらきらアフロTM（月曜 1:20 - 1:50（日曜深夜））
- 男子ごはん（火曜 0:00 - 0:30（月曜深夜））
- ホメられたい僕の妄想ごはん（火曜 0:30 - 1:00（月曜深夜）、テレビ大阪制作）
- 二軒目どうする?〜ツマミのハナシ〜（火曜 1:00 - 1:30（月曜深夜））
- 1クールジャ終われない!（火曜 1:30 - 1:55（月曜深夜））
- ふろがーる!（水曜 1:30 - 2:00（火曜深夜））
- 流派-R Since2001（水曜 2:35 - 3:05（火曜深夜））
- モノづくりニッポン（水曜 22:58 - 23:06）
- バカリズムの30分ワンカット紀行（金曜 1:00 - 1:30（木曜深夜）、BSテレ東制作）
- 出川哲朗の充電させてもらえませんか?（土曜 12:00 - 13:00）
- 濱口女子大学（日曜 2:00 - 2:30（土曜深夜）、テレビ大阪制作）

### 他系列局制作番組
- スギちゃんの気まぐれ一人旅（月曜 - 金曜 17:40 - 17:55）
- バツウケテイナーR（火曜 2:00 - 2:30（月曜深夜）、サンテレビ制作）
- いろはに千鳥（水曜 1:00 - 1:30（火曜深夜）、テレビ埼玉制作）
- 白黒アンジャッシュ（水曜 1:30 - 2:00（火曜深夜）、千葉テレビ制作）
- 物語の始まりへ（水曜 21:54 - 22:00、石川テレビ制作）[注釈 16]
- パチ王伝（木曜 1:45 - 2:15（水曜深夜））
- 2gether（金曜 1:30 - 2:27（木曜深夜）、タイ・GMMTV・Housestories 8制作）
- IQゼロガール（金曜 3:30 - 3:45（木曜深夜）、ヤマトジン制作）
- 内村さまぁ〜ず（土曜 1:23 - 1:53（金曜深夜））
- ごりやくさん（土曜 5:05 - 5:30、京都放送（KBS京都）制作）
- ルアーパラダイス九州TV（土曜 5:30 - 6:00）
- うまDOKI（土曜 15:00 - 16:00、KBS京都制作）[注釈 17]
- ソルトフィッシングパラダイスTV（日曜 5:00 - 5:30、リライズ制作）
- シブサワ解体深書（日曜 6:00 - 6:30、テレビ埼玉制作）

### 再放送番組
朝のドラマシリーズ（月曜 - 金曜 8:00 - 9:57）
- 日本テレビ系列
  - 事件記者チャボ!
- フジテレビ系列
  - 傷だらけのラブソング - 途中から深夜に移動。
- TBSテレビ系列
  - 野々村病院物語
  - ひとの不幸は蜜の味
  - ママまっしぐら!シリーズ
  - ぽっかぽかシリーズ
  - 大好き!五つ子シリーズ
  - 他、『愛の劇場』の作品を中心に多数
- 韓国ドラマ
- 30分ドラマの場合、1時間枠時代は1回2話ずつの放送だった。その他、他系列の昼ドラマも過去に多数放送されていた。最近は専ら韓国ドラマのみのラインナップとなっているが、2009年4月6日から同年11月17日までは再び日本のドラマを放送した。
- 2009年4月 - 11月までの放送作品
  - 事件記者チャボ!
  - HOTEL（第2シーズン）
  - その気になるまで
  - 昔の男
  - 年下の男
  - 西遊記シリーズ
  - ホームドラマ!
  - ヨイショの男
  - 都会の森
- 過去には「韓国ドラマシリーズ」（土 14:00 - 14:55 / 金 14:30 - 15:30）もあったが、いずれも2007年に廃止された。
- 1996年から翌1997年にかけて『ザ・パイロット』など3作品を放送したのが始まりである。この事は、2009年10月26日放送の『ザ・逆流リサーチャーズ』でも取り上げた。当初はTVQ自ら日本語版を制作していたが、2009年11月現在では映像配給会社から日本版の提供を受けて放送している。

傑作時代劇（月曜 - 金曜 9:00 - 9:57）
- 連続時代劇の時間拡大版は放送時間分割が困難なため放送されていない。
- 水戸黄門 - RKBが以前時代劇再放送枠がなかった[注釈 18]ための配慮とされる。因みに、TBSテレビ系列外で同シリーズの再放送を行った日本の地上波放送局は、TVQの他に、テレビ山口（tys、TBS系列）の開局後も『ナショナル劇場』を本放送・再放送ともに1979年3月まで行っていた山口放送（KRY、日本テレビ系列）の例がある。
- 大岡越前 - TVQと同じ系列局であるテレビ北海道（TVh）でも平日 11:35 - 12:30の「7チャン時代劇」枠で放送されている（こちらも北海道放送〈HBC、TBSテレビ系列〉が時代劇再放送枠がないための配慮とされる）。
- 大江戸捜査網
- 新大江戸捜査網（第1話のみ、再放送なし）
- 江戸を斬る
- 三匹が斬る!
- 名奉行 遠山の金さん
- 必殺シリーズ - 九州朝日放送(KBC)が、以前時代劇の再放送枠がなかった。
- 暴れん坊将軍 - 必殺シリーズ同様に、KBCの再放送枠がなかった。
- 鬼平犯科帳 - TNCが、以前再放送枠がなかった。
- 新春ワイド時代劇 - 1時間に分割・再編集して放送。
- 他多数

ドラマひるズ（月曜 - 金曜 12:00 - 13:00）
- 以前の同枠は『女のドラマシリーズ』で他系列の昼ドラマが放送されていたが、現在の『ドラマひるズ』に改題されてからは、ラインナップも韓国ドラマのみとなっている。最近は中国ドラマを放送している。

午後のロードショー（月曜 - 金曜 13:00 - 15:00）
- 2時間ドラマの再放送
- 韓国ドラマの集中放送

ドラマブレイク（月曜 - 金曜 15:30 - 16:30）
- TBS系ドラマの再放送をしていた。
- 2024年6月28日から韓国ドラマの放送になっている。

ドラマチック天国（月曜 - 金曜 17:30 - 18:25）
- 2011年4月より『ドラマチック天国』として時代劇再放送枠で開始。
- 2008年3月28日まで『時代劇アワー』がTXN全局同時ネットで放送されていた。
- 連続時代劇の時間拡大版は、放送時間分割が困難なために放送されていない。
- 新春ワイド時代劇は1時間に分割・再編集して放送。
- 2021年4月からは、中国ドラマの日本語版を放送している。
- 水戸黄門（第1部、第17部）
- 鬼平犯科帳 (中村吉右衛門)（全9シリーズ）
- 忠臣蔵〜決断の時（2003年新春ワイド時代劇）
- 剣客商売（藤田まこと版）（全5シリーズ）
- 銭形平次 (北大路欣也)（全7シリーズ）
- 名奉行 遠山の金さん（第6シリーズ）
- 大岡越前（第13部 - 第15部）
- 長七郎江戸日記（第3シリーズ）
- 御家人斬九郎（全5シリーズ）
- 豊臣秀吉 天下を獲る!（1995年12時間超ワイドドラマ）
- 桃太郎侍（第53話 - 78話）
- 水戸黄門（第39部 - 第41部）
- 銭形平次 (風間杜夫)
- 八百八町夢日記
- 剣客商売（藤田まこと版）（第1 - 3シリーズ）
- 長崎犯科帳
- 剣客商売（藤田まこと版）（第4 - 5シリーズ）
- 必殺仕事人IV
- 水戸黄門（第27部）

海外ドラマシリーズ（金曜 1:30 - 2:25（木曜深夜））
- 2012年5月まで金 0:53 - 1:48、2015年4月まで月 1:05 - 2:00、2015年12月まで火 1:00 - 2:00でも海外ドラマを放送していた。

特に開局後数年は、他局の版権切れの作品を放送していた（コンバット・特攻野郎Aチーム・ナイトライダー・エアーウルフ）。
KBCでの放送実績のある「マイアミ・バイス」も開局後にシーズン1のみ土曜日の午後に放送され、シーズン2以降は月曜日の深夜に放送。
90年代後半から2000年代初頭は刑事ナッシュ・ブリッジス(第2シーズンから第5シーズン)の遅れ放送となっていた。

## 過去に放送していた番組

### 自社制作番組

#### ニュース
- TVQニュース → THIS EVENING FUKUOKA → ニュースジャストイン福岡 → 夕方いちばん福岡 → ニュースアイ福岡 → 速ホゥ!FUKUOKA → NEWS FINE FUKUOKA → ルックアップふくおか→ふくおかサテライト（月曜 - 木曜）、ふくおかサテライトFRIDAY（金曜）→ふくサテ! → 川上政行 You刊ふくおか

#### アニメ
- サラダ十勇士トマトマン - テレビ東京との共同製作。現在に至るまでTVQが唯一製作に関わったテレビアニメである。

#### 情報
- 九州けいざいNOW - スカパー!e2のインターローカルTVでも放送。
- 週末ランキング チカバケ!（夕方のローカルニュースを内包した情報番組）

#### バラエティ
- 美食の王様
- おもしろ探検
- 海砂利水魚のふるさとBAN! BAN!
- 九州の女（1 - 2）
- バーキンカフェ - 当時放送枠が『ハロー!モーニング。』の同時ネット枠だったため、この番組を放送している時は『ハロー!モーニング。』が遅れネット扱いとなった。
- とんでナイト北九州
- あそぼう!ラッキー→あそラキプラス
- 原口あきまさの福岡耳よりTV "ふくみみ"
- 金曜めちゃドン!
- 吉本111-130R - 当時TVQでも人気番組だった『吉本超合金』を打ち切ってまでスタートさせたものの、超合金ファンからの抗議・苦情が殺到し、視聴率も急落した事から打ち切られてしまい、4か月で超合金に戻った。
- 18禁TVふくおか
- MWTV（Moon Walkers TV）
- おきてナイト（1 - 2）
- 奥様オリコミ情報!
- まる得ザウルス
- ランチビタミンQ
- 週間ひるバラ
- ひるみてコンボ!
- ナイツのHIT商品プロデュースチバテレで放送しているナイツのHIT商品会議室の同一フォーマットでTVQ版として放送していた。
- のびのび! カマンベーロ
- ばりすご☆ボイガー7 → ばりすごMAX - スカパー!e2・インターローカルTVでも放送。終了後は他のテレビ東京系列局と共に『ピラメキーノ』を放送している。
- おっほ〜ゴッホみたいに言うな!!〜（土曜 1:23 - 1:53→月曜 0:35 - 1:05）
- パンブーのとりあえずナマ!?（土曜 12:00 - 13:00）- パンクブーブーの冠番組。生放送。
- 雨ニモマケズ、
- 天神ゴッドタウン（月曜 1:05 - 1:20（日曜深夜））
- 土曜の夜は!おとななテレビ（土曜 18:30 - 20:00）- 地域密着型の情報番組
- ごちそうマエストロ（日曜 14:24 - 14:54）

#### 音楽
- TVQふるさとのど自慢
- おじゃ町テレビ 〜ふるさとのど自慢〜
- 音革命advance - KBS京都でも放送。
- エンタメ侍

#### 紀行
- のんびり走ろう! 〜九州・鉄道の旅〜 - BSジャパン（現・BSテレ東）でも放送。
- きらり九州めぐり逢い

#### スポーツ
- 土曜小倉競馬
- ファンスポ

#### ミニ番組
- 天気予報降っても晴れても北九州（北九州市政番組、天気予報兼）
- うらら北九州天気予報（北九州市政番組、天気予報兼）
- 湯布院すけっち
- レッツ北九州（北九州市政番組）
- ふくおか物語（福岡市政番組）
- ふくおかだいすき
- くらしのベストリフォーム
- ぶらりベスト街（マッチ）
- 好きっちゃ北九州 We Like Kitakyushu（北九州市広報番組）
- GIFT北九州
- BEYOND 輝きWOMEN
- ベストでeスポ!

### 他系列局制作番組

#### バラエティ
- キティズパーティー → キティズパーティー2 - この番組は制作局に合わせてフジテレビ系列での放送が多かったが、福岡県ではテレビ東京系列で放送されている『キティズパラダイス』の代わりにこの番組を放送していた。テレビ大分（TOS）制作

#### ドラマ
- 闇金ウシジマくん Season2（月 3:00 - 4:00、毎日放送制作）- Season1はRKBで放送。当初はRKBでSeason2も放送される予定であったが、放送中止となったためTVQで放送されることになった[注釈 19]。（MBS制作）
- 戦国★男士（tvk・チバテレ・テレ玉・サンテレビ制作）

#### 音楽
- Channel a（tvk制作）- 以前はFBSで放送されていた。
- 全米TOP40（tvk制作）
- saku saku（tvk制作）
- 演歌百撰（サンテレビ幹事）
- 優香のMusicPremium - 本来は系列局であるTNCで放送されるべきだったが、同局に枠がなかったためか番販扱いとしてTVQで放送された。逆に、本来TVQで放送されるべきテレビ東京系アニメ『フォルツァ!ひでまる』や演歌番組がTNCで放送された事もあった。北海道文化放送（UHB）制作
- Music B.B.（日音制作）- KBCから移行、2018年6月打ち切り。

#### 情報
- がんばれ高知!!eco応援団 - テレビ高知（KUTV、TBS系列）制作

#### 紀行
- アロハ天国3

#### ミニ番組
- とんとんみーの冒険（アームズ制作）- 聖教新聞提供番組。例年1 - 3月に放送していたが、2010年からRKBに放送権が移行した。

#### UHFアニメ
- LEGEND OF BASARA
- DearS
- 下級生
- おくさまは女子高生
- To Heart
- パピヨンローゼ
- 同級生2
- HAPPY★LESSONシリーズ
- ヤミと帽子と本の旅人
- うた∽かた
- 恋する天使アンジェリークシリーズ
- こみっくパーティー ※第1期のみ
- らいむいろ戦奇譚
- 涼宮ハルヒの憂鬱シリーズ
  - 長門有希ちゃんの消失
- らき☆すた
- ご愁傷さま二ノ宮くん
- アイドルマスター XENOGLOSSIA
- ななついろ★ドロップス
- レンタルマギカ
- H2O -FOOTPRINTS IN THE SAND-
- ドルアーガの塔 〜the Aegis of URUK〜
- 鉄腕バーディー DECODE
- セキレイ
- 喰霊 -零-
- かんなぎ
- 鋼殻のレギオス
- 夏目友人帳シリーズ
- ストライクウィッチーズシリーズ（第2期まで。福岡地区では第3期とスピンオフの『ストライクウィッチーズ 501部隊発進しますっ!』は未放送）
- 恋姫†無双シリーズ（AT-X）
- 地獄少女 三鼎（TOKYO MX）
- そらのおとしものシリーズ
- 戦場のヴァルキュリア
- シャングリ・ラ
- 裏切りは僕の名前を知っている
- 俺の妹がこんなに可愛いわけがない
- デッドマン・ワンダーランド
- 探偵オペラ ミルキィホームズ（第3期以降は未放送）
- 快盗天使ツインエンジェル〜キュンキュン☆ときめきパラダイス!!〜
  - ツインエンジェルBREAK
- パンティ&ストッキングwithガーターベルト
- マケン姫っ!シリーズ
- いつか天魔の黒ウサギ
- たまゆら 〜hitotose〜（AT-X）
- 世界一初恋シリーズ
- Fate/Zero
- これはゾンビですか? オブ・ザ・デッド
- うぽって!!
- えびてん 公立海老栖川高校天悶部
- 生徒会の一存シリーズ
- 問題児たちが異世界から来るそうですよ?
- RDG レッドデータガール
- デート・ア・ライブシリーズ
- よんでますよ、アザゼルさん。Z（第1期は未放送）
- 波打際のむろみさん
- ブラッドラッド
- 銀河機攻隊 マジェスティックプリンス
- Fate/kaleid liner プリズマ☆イリヤシリーズ
- 俺の脳内選択肢が、学園ラブコメを全力で邪魔している
- 勇者になれなかった俺はしぶしぶ就職を決意しました。
- 〈物語〉シリーズ セカンドシーズン
  - 〈物語〉シリーズ キャラクターコメンタリー版
  - 終物語
  - 化物語 オリジナルマスターバージョン
- いなり、こんこん、恋いろは。
- 風雲維新ダイ☆ショーグン
- 棺姫のチャイカシリーズ
- LOVE STAGE!!
- モモキュンソード
- 東京喰種トーキョーグールシリーズ
- 魔法科高校の劣等生（第1期のみ。福岡地区では第2期は未放送）
- M3〜ソノ黒キ鋼〜
- 東京ESP
- ソードアート・オンラインII（第1期はRKBで放送、福岡地区では第3期以降は未放送）
- 新妹魔王の契約者シリーズ
- 艦隊これくしょん -艦これ-
- ISUCA
- トリアージX
- ラブライブ!シリーズ（後にNHK Eテレでも放送）
- 山田くんと7人の魔女
- 攻殻機動隊ARISE ALTERNATIVE ARCHITECTURE
- ガールズ&パンツァー
- 空戦魔導士候補生の教官
- 美少女戦士セーラームーンCrystalシリーズ（第1部・第2部は全日枠での放送）
- 純情ロマンチカシリーズ
- アイドルマスター（※本放送はRKBで放送）
  - アイドルマスター シンデレラガールズ
- 対魔導学園35試験小隊
- 櫻子さんの足下には死体が埋まっている（ドラマ版はTNCで放送）
- この素晴らしい世界に祝福を!シリーズ
- ディバインゲート
- ハルチカ ‐ハルタとチカは青春する‐
- 紅殻のパンドラ
- ラクエンロジック（スピンオフの『ひなろじ』は未放送）
- ハイスクール・フリート
- SUPER LOVERSシリーズ
- 文豪ストレイドッグスシリーズ（第3期は未放送）
- ビッグオーダー
- マクロスΔ
- ラブライブ!サンシャイン!!
- チェインクロニクル 〜ヘクセイタスの閃(ひかり)〜
- 12歳。〜ちっちゃなムネのトキメキ〜（全日枠での放送）
- ひなこのーと
- 終末なにしてますか? 忙しいですか? 救ってもらっていいですか?
- 武装少女マキャヴェリズム
- メイドインアビス
- バチカン奇跡調査官
- ようこそ実力至上主義の教室へ（1期のみ）
- 少女終末旅行
- 僕の彼女がマジメ過ぎる処女ビッチな件
- アイドリッシュセブン
- サンリオ男子
- ハクメイとミコチ
- 博多豚骨ラーメンズ
- ヒナまつり
- 多田くんは恋をしない
- Butlers〜千年百年物語〜
- はるかなレシーブ
- バキ
- アンゴルモア 元寇合戦記
- 殺戮の天使
- うちのメイドがウザすぎる!
- RErideD-刻越えのデリダ-
- 俺が好きなのは妹だけど妹じゃない
- ゾンビランドサガ
  - ゾンビランドサガ リベンジ
- やがて君になる
- 私に天使が舞い降りた!
- 盾の勇者の成り上がり（1期のみ）
- Re:ゼロから始める異世界生活（新編集版）
- プリンセスコネクト!Re:Dive
- ウマ娘 プリティーダービーシリーズ
- プリンセスコネクト!Re:Dive Season2
- 転生したらスライムだった件（第1期・第2期はFBSで再放送）
- 毎日放送製作アニメ
  - Dororonえん魔くん メ〜ラめら
  - CØDE:BREAKER
  - マクロスF（本放送はRKB）
  - ニセコイ（第1期のみ）
  - ローリング☆ガールズ
  - W'z《ウィズ》
  - 東京リベンジャーズ
- 朝日放送テレビ製作アニメ
  - 幻影ヲ駆ケル太陽
  - Free!（1期のみ）
- 讀賣テレビ放送製作アニメ
  - 07-GHOST

#### 土曜ローカルアニメ
- 未来少年コナン
- アルプスの少女ハイジ
- 母をたずねて三千里

※過去に放送したテレビ東京系列制作の深夜アニメ作品のネットに関してはテレビ東京の深夜アニメ枠、テレビ東京の深夜アニメ枠、テレビ東京の深夜アニメ枠を参照

## 開局時に移行した番組
KBCからの移行番組
- 大竹まことのただいま!PCランド（ただし1990年3月打ち切り）
- 特捜刑事マイアミ・バイス（本放送はKBC）

RKBからの移行番組
- クイズ地球まるかじり（ただし1990年3月打ち切り）
- クイズところ変れば!?（ただし1990年3月打ち切り）
- 大江戸捜査網（昭和編のみ、TNC・KBCでも放送）
- ミスター味っ子（途中打ち切り、TVQ開局後に全話再放送）
- YAMAHA ON and OFF

TNCからの移行番組
- 演歌の花道（KBCから移行。打ち切り日時不明）
- 日曜ビッグスペシャル（ただし1990年12月打ち切り）
- タイムアイ（1991年3月まで）
- ザ・スターボウリング
- テレビ東京月曜9時枠の連続ドラマ

FBSからの移行番組
- 徳光のTVコロンブス（1991年3月まで）
- THE フィッシング（放送自体は80年代半ばのみ）
- タモリの音楽は世界だ（1991年3月まで）
- キャプテン翼（本放送はFBSだが、TVQ開局後に全話再放送）

ほか

## アナウンサー
※は有期契約職としての採用。少数精鋭であるため、正社員採用、契約採用が混在しており、正社員であっても途中退社する事例が多い。中途採用も多い。

### 在籍中

#### 男性
- 山本圭介 - 2005年にテレビ長崎より移籍。アナウンス部長。
- 櫻井譲士 - 2018年に鹿児島放送より移籍。
- 木戸優雅 - 2018年にサガテレビより移籍。
- 小田浩史 - 2025年にテレビ山口より移籍。

#### 女性
- 松井陽子 - 元長崎文化放送、元TBS NEWS (CS放送)キャスター。中途採用の時期は不明。2018年にアナウンス部入り。
- 山崎香奈 - 元鹿児島読売テレビ。2017年に中途採用。当初は報道記者。2018年にアナウンス部入り。
- 岡田桃佳 - 元山形テレビ。2023年に中途採用。
- 上山音 - 元熊本県民テレビ。2024年に中途採用。

### 過去

#### 男性
- 川上政行（1991年 - 2003年） - 宮崎放送から「野球実況がしたくて」移籍[注釈 20]。TVQアナウンス部発足後初の部長となった後退社し、RKB毎日放送で放送されている『今日感テレビ』の司会を2016年3月まで務めていた。2023年4月からはおよそ20年ぶりにレギュラー復帰し冠番組『川上政行 You刊ふくおか』のメインキャスターを1年間務めた。
- 丸田輝久（1991年 - 2001年） - 正確にはアナウンサーではなく報道記者・デスク[注釈 21]。KKTから移籍した。
- 山本琢也（1992年 - 1998年） - 退社後TOKYO FMを経てTKUに移り活躍していたが、2008年1月、くも膜下出血により急逝。
- 加地良光（1998年 - 2016年） - NBCより移籍。2011年4月に報道局に異動。2016年4月から退職まで週末のローカルニュースを時折担当していた。退職後、小郡市の市長に就任。
- 吉松孝（1999年 - 2008年） - 1997年入社。報道記者から転身した。
- 結城亮二（2008年 - 2024年） - 生え抜き。当初は報道記者、後にスポーツ担当へ移る。2008年にアナウンス部入り。2024年にコンテンツ戦略部に異動。

#### 女性
- 天野貴子 - （2010年 - 2015年。入社前はオフィスエイツ所属のフリーアナウンサーだった。2023年現在、土曜日の『TVQニュース』を担当）
- 今村礼子 - （1991年 - 2001年）
- 江口理香
- 桑原貴美
- 加治屋朋子（1997年 - 2006年） - 退社後、当時「浪人中」であった城井崇（現・立憲民主党衆議院議員）と結婚。
- 小林智（1995年 - ）退社後は郷里の局テレビ埼玉などで活動していた。オーストラリア人男性との結婚後はイベントの司会の仕事などを務めている。
- ※ 高桑美幸 - NHK福岡放送局から移籍。在籍時には『TVQニュース』などを務めた[何の?]。
- ※ 徳山ひかり - 各局を渡り歩いた末、TVQでは夕方のニュース番組を担当した。現在はChatbelle（シャベール）所属[19]。
- ※ 殿畑佳代（1998年 - ）- 在籍時には『土曜小倉競馬』のアシスタントなどを務めた。
- ※ 藤井敬子（2000年 - ）- テレビ長崎から移籍。在籍時には『土曜小倉競馬』のアシスタントなどを務めた。退社後大学院での研究、海外でのフィールドワークを経験し、現在は[いつ?]東京で紅茶の研究家として活動[注釈 22]。
- ※ 松尾里美 - 会社発足時のアナウンサーのひとり。後に長崎国際テレビ、テレビ西日本に契約職で勤務。
- ※ 山田美保（2006年 - 2008年） - 岩手朝日テレビ (IAT) から移籍。在籍時は『九州経済NOW』司会などを務めた。
- 義山望（2005年 - 2010年） - MC企画からの派遣で四国放送 (JRT) の契約アナウンサーを務めていた。宮城テレビ放送の契約職アナウンサーを経て日テレイベンツへ移籍。
- ※古山かおり（2014年 - 2015年）  - 元南日本放送アナウンサー、福岡県出身。立花の産休に伴い、2014年7月に契約アナウンサーとして入社。
- ※小野口奈々（2015年 - 2020年）- 元山口放送アナウンサー、福岡県太宰府市出身。2015年8月10日付で中途採用された。
- 渡辺由美子
- 立花麻理（2004年 - 2022年） - 取締役アナウンス部課長。2004年入社。生え抜き。結婚・妊娠で2014年8月から1年間出産・育児休暇。
- ※中嶋空（2020年 - 2024年） - 元NHK宮崎放送局契約キャスター。2020年に中途採用、福岡県福岡市出身。2024年4月末に退社。

## 備考
- 開局告知のCMは当時、テレビ東京の番組であった『楽しいムーミン一家』が使用された。また、ポスターや新聞広告にも使用された。
- 番組表は福岡県・佐賀県の多くの新聞ではフルサイズ、長崎県・大分県・熊本県などではハーフサイズで掲載されるようになっているが、福岡県・佐賀県でも紙面スペースの関係でハーフサイズとなる場合もある[注釈 23]。
- 2019年（平成31年）3月までテレビ欄・ラテ欄での当局の表記は疎らで、「TVQ九州放送」、「TVQテレビ九州」、「TVQ九州」、「テレビ九州」、「テレQ」、「テレキュー」、「九州放送 TVQ」、(※TXN九州が社名の頃は、「TVQ（テレビQ）」と表記していた）等と表記されていたが、2019年（平成31年）4月の愛称統一後はすべて「テレQ」表記に統一された。
- 「TVガイド」2019年2月15日号（鹿児島・宮崎・大分版）より当局の番組表が掲載されるようになった。大分県内で当局が視聴できるための措置で同県内で発売するテレビ雑誌で当局を掲載するのは掲載当初は唯一だった[20]。
- 在福局で唯一、開局以来本社を移転していない。
- 福岡県内の民放テレビ局で唯一、終夜放送を行っていない。放送開始時刻は2022年（令和4年）4月現在、平日が4時44分、土曜が3時59分、日曜が4時29分となっている。
- 1986年（昭和61年）の電波割り当ての際は、有明海や瀬戸内海の周波数事情から福岡県の民放第5局の周波数割り当てが見送られたことがある[21]。
- 本来は1990年（平成2年）10月1日の開局予定だったが、プロ野球シーズンの開幕に合わせて翌年の4月開局に延期されている。[要出典]
- 当時のホークスの親会社であるダイエー側が、積極的にテレビ東京に福岡県への開局を球団買収後に働きかけている。[要出典]
- 2017年（平成29年）11月3日に実施された世界平和統一家庭連合の若年信者によるイベント『改憲2020実現福岡大会』を同日夕方放送の『ふくおかサテライト』内でトップニュースとして扱い、背景について一切視聴者に知らせないまま「憲法　大学生などが“改憲”訴える」と報じた[22]。国際勝共連合傘下のグループであるUNITEはこの件に対し感謝の意を表すツイートをしている[23]。
- 佐賀県の民放第2局の電波割り当て分を一旦取り消した上で、福岡県の民放第5局に再割り当てされている。[要出典]
- 本来はテレビ東京の番組が50％ネット、その他の番組50％ネットの所謂独立局のような立ち位置になる予定だったが、最終的にはテレビ東京フルネット局として開局している。[要出典]